# 大眼舌鰨
大眼舌鰨為輻鰭魚綱鰈形目鰨亞目舌鰨科的其中一種，為熱帶海水魚，分布於印度西太平洋澳洲西北部海域，體長可達27.7公分，棲息在底層水域，生活習性不明。

## 扩展阅读
維基物種上的相關：大眼舌鰨